# Ráskai Dezső
Ráskai Dezső, 1900-ig Reach Dezső (Pest, 1866. december 5. – Budapest, 1945. január 14.) orvos, urológus, egyetemi magántanár.

## Élete
Reach Jakab (1834–1902) főmérnök és Hirschler Johanna fia. Középiskolai tanulmányait szülővárosában, Eperjesen és Baján végezte. A budapesti és bécsi egyetemeket látogatta és 1901-ben a Budapesti Tudományegyetemen orvosdoktori oklevelet nyert. 1891 és 1898 között (egy évi külföldi tanulmányút kivételével) gyakornokként, majd kórházi segéd- és alorvosként működött a klinika és a Szent Rókus Kórház különböző osztályain. 1898-ban végleg Budapesten telepedett le. Elsősorban a húgyszervek sebészi bántalmaival foglalkozott és különböző fővárosi kórházakban működött haláláig főorvosként. 1908-ban magántanári képesítést szerzett a húgy-és ivarszervi bántalmak klinikai diagnosztikájának témaköréből. Szakcikkei megjelentek az Orvosi Hetilapban, a Magyar Orvosok Lapjában, a Klinikai Füzetekben, de politikai és társadalmi kérdésekben is megnyilvánult más lapok hasábjain. Halálát lövési sérülés okozta.

## Családja
Első felesége Déry Gizella (1879–1945) volt, akivel 1897. október 3-án Budapesten kötött házasságot és 1911-ben elvált tőle. 1913. augusztus 9-én Budapesten feleségül vette Román Mária Herminát, akitől hét évvel később elvált.
Gyermekei:
- Ráskai Margit Emília (1898–?). Első férje Gál Jenő vegyészmérnök (1917–1921 között).[7] Második férje Walleshausen Zsigmond festő- és bábművész (1924–1948 között).[8]
- Ráskai László (1901–?)

## Munkái
- A cystitis aetiologiája (1900 németül is)
- Adat a zsugorhólyag kór- és gyógytanához. a gonorrhoeás ált. fertőzés kérdése. Budapest, 1901. (Orvosi Hetilap Közleményei. Különnyomat)
- A bakteriuria. Budapest, 1903. (Orvosi Hetilap Közleményei Különny.).
- Az erőművi húgycsöszűkületek (1908)
- Tanulmányok a dültmirigy megnagyobbodásáról (1901-1905)
- Vese-vizsgálati módszerek (1911)
- Über Harnröhrenstrikturen (1912)
- Die Rolle des Influenza-bazillus bei Erkrankungen der Uroqenitalapparatei (1913, Virchows Archív)
- Hogyan és mit látunk a kystoskóppal? (1923)
- A sebészi vesemegbetegedések korai diagnosisa (1926)